# Renot
Pour les articles homonymes, voir Renot (homonymie).
Renot est un scénariste belge de bande dessinée.

## Biographie
Résidant à Anvers, Renot est auteur, photographe et rédacteur de presse quand il rencontre le dessinateur Ersel qui lui propose de participer à l'hebdomadaire Kuifje (Tintin). Cette collaboration sera fructueuse et débouchera sur une longue série d'albums. Il lance le triptyque Médée dans la collection « Ligne d'horizon » aux éditions Casterman en 2009. Il poursuit cette collaboration avec Ersel sur le diptyque Les Voiles qu'il publie dans la même collection de 2011 à 2013.

## Publications
Renot est scénariste de ces travaux, et son collaborateur dessinateur.

### Médée
- 1. La Toison d'or[4],[5], Casterman, coll. « Ligne d'horizon », Bruxelles, 20 mai 2009
Scénario : Renot - Dessin : Ersel - Couleurs : Walter De Strooper -  (ISBN 978-2-203-01283-7)
- 2. L'Or de Byzance[6], Casterman, coll. « Ligne d'horizon », Bruxelles, juin 2010
Scénario : Renot - Dessin : Ersel - Couleurs : Ingrid De Vuyst -  (ISBN 978-2-203-02218-8)
- 3. L'Épée de Troie[7],[8], Casterman, coll. « Ligne d'horizon », Bruxelles, juin 2011
Scénario : Renot - Dessin : Ersel - Couleurs : Studio 9 -  (ISBN 978-2-203-03768-7)

### Les Voiles
- 1. Orient[3], Casterman, coll. « Ligne d'horizon », Bruxelles, 13 avril 2011
Scénario : Renot - Dessin : Ersel - Couleurs : Aurélie Lecloux -  (ISBN 978-2-203-04093-9)
- 2. Le Labyrinthe, Casterman, coll. « Ligne d'horizon », Bruxelles, 27 mars 2013
Scénario : Renot - Dessin : Ersel - Couleurs : Aurélie Lecloux -  (ISBN 9782203052000)

### Le Zouave
- Le Zouave[9] :
- 1. Mourir d'aimer[10], Glénat, coll. « Grafica », Grenoble, 25 août 2010
Scénario : Renot - Dessin : Ersel - Couleurs : Kattrin -  (ISBN 978-2-7234-6806-0)
- 2. Olympe[11], Glénat, coll. « Grafica », Grenoble, 6 mars 2013
Scénario : Renot - Dessin et couleurs : Ersel -  (ISBN 978-2-7234-7786-4)